# Pantin (figurine)
Pour les articles homonymes, voir Pantin (homonymie).

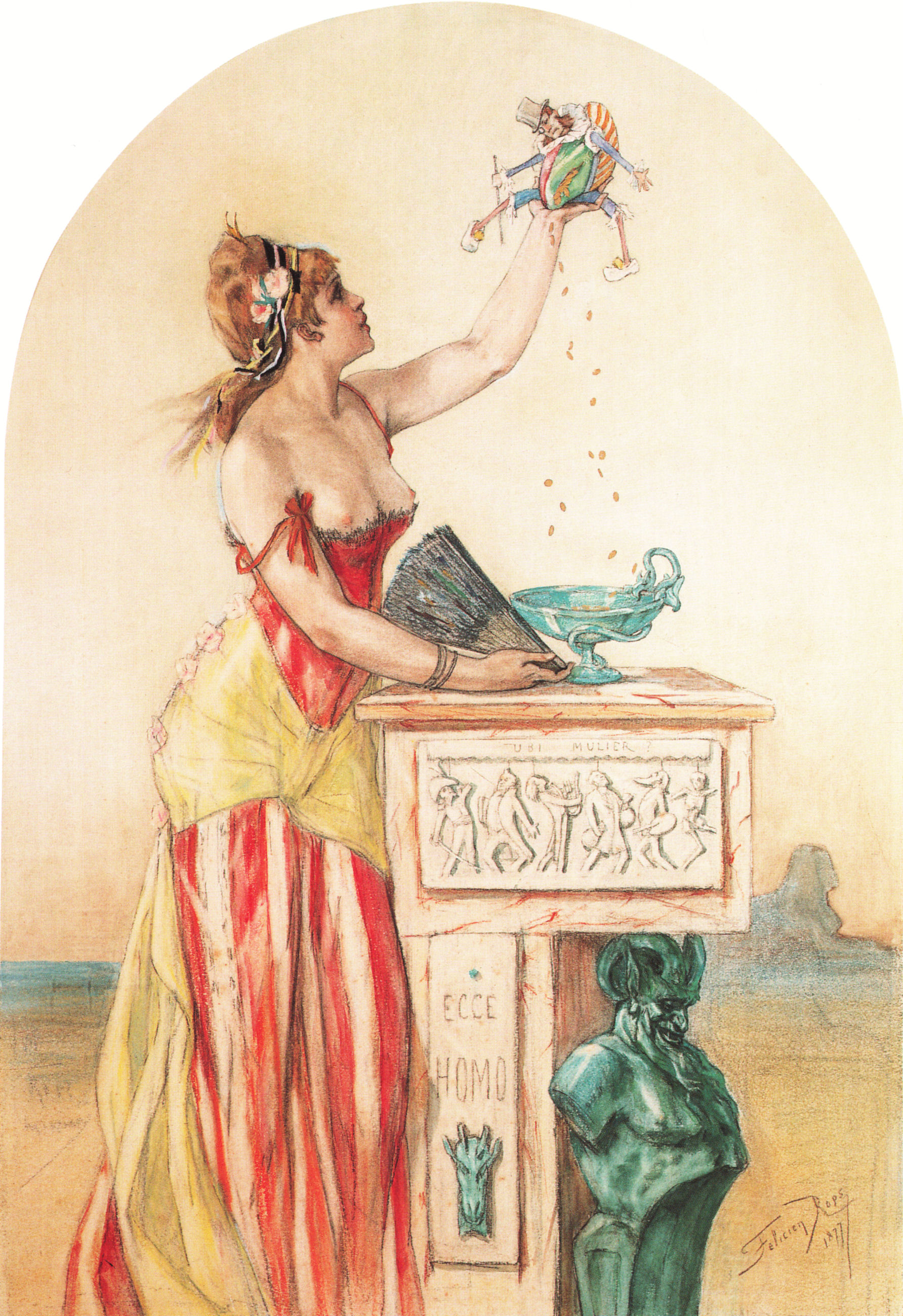
Félicien Rops, La Dame au pantin, 1877.

Un pantin est une figurine de carton ou de bois, dont on fait mouvoir les membres au moyen d'un fil.  

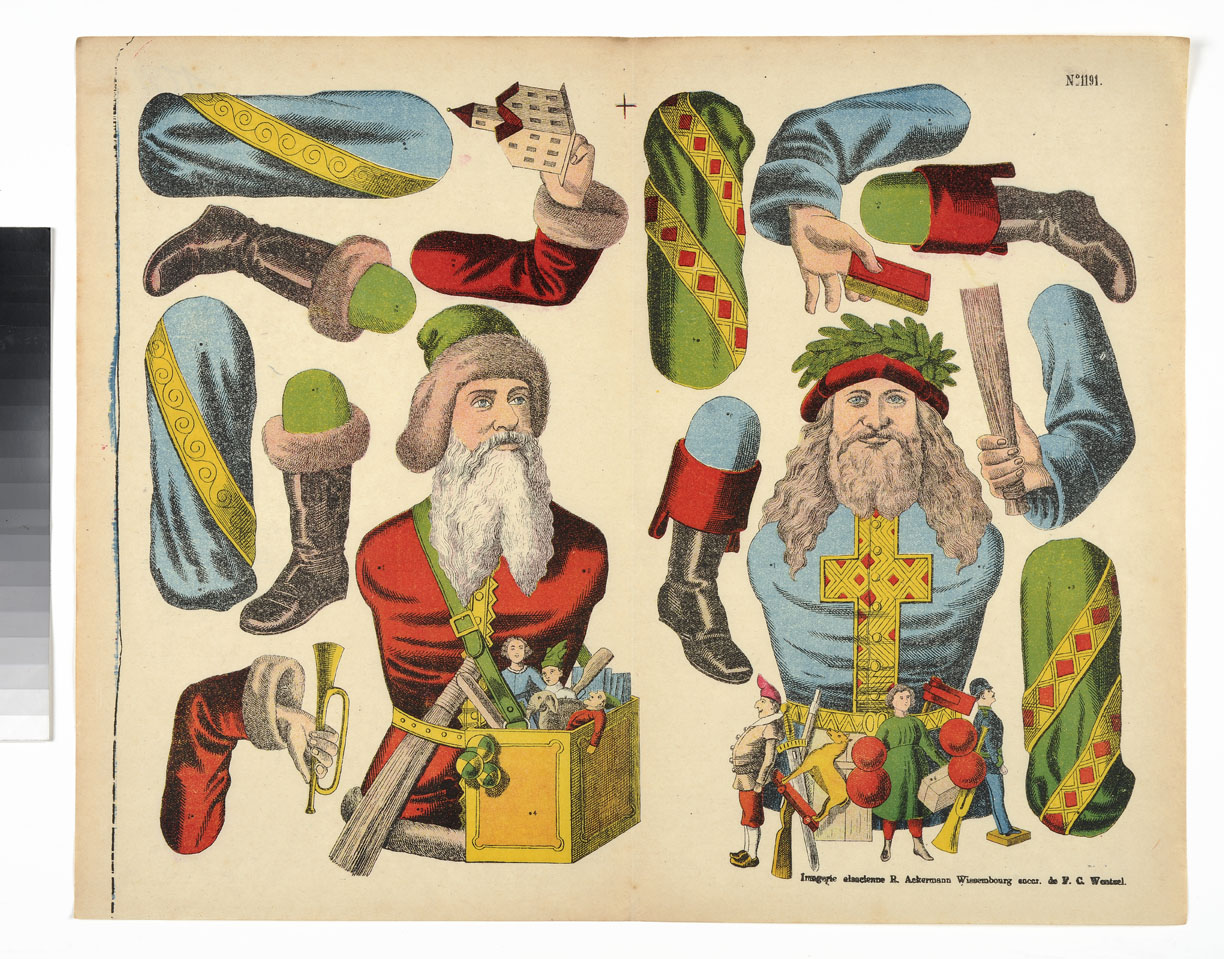
Pantins de Wissembourg à découper.
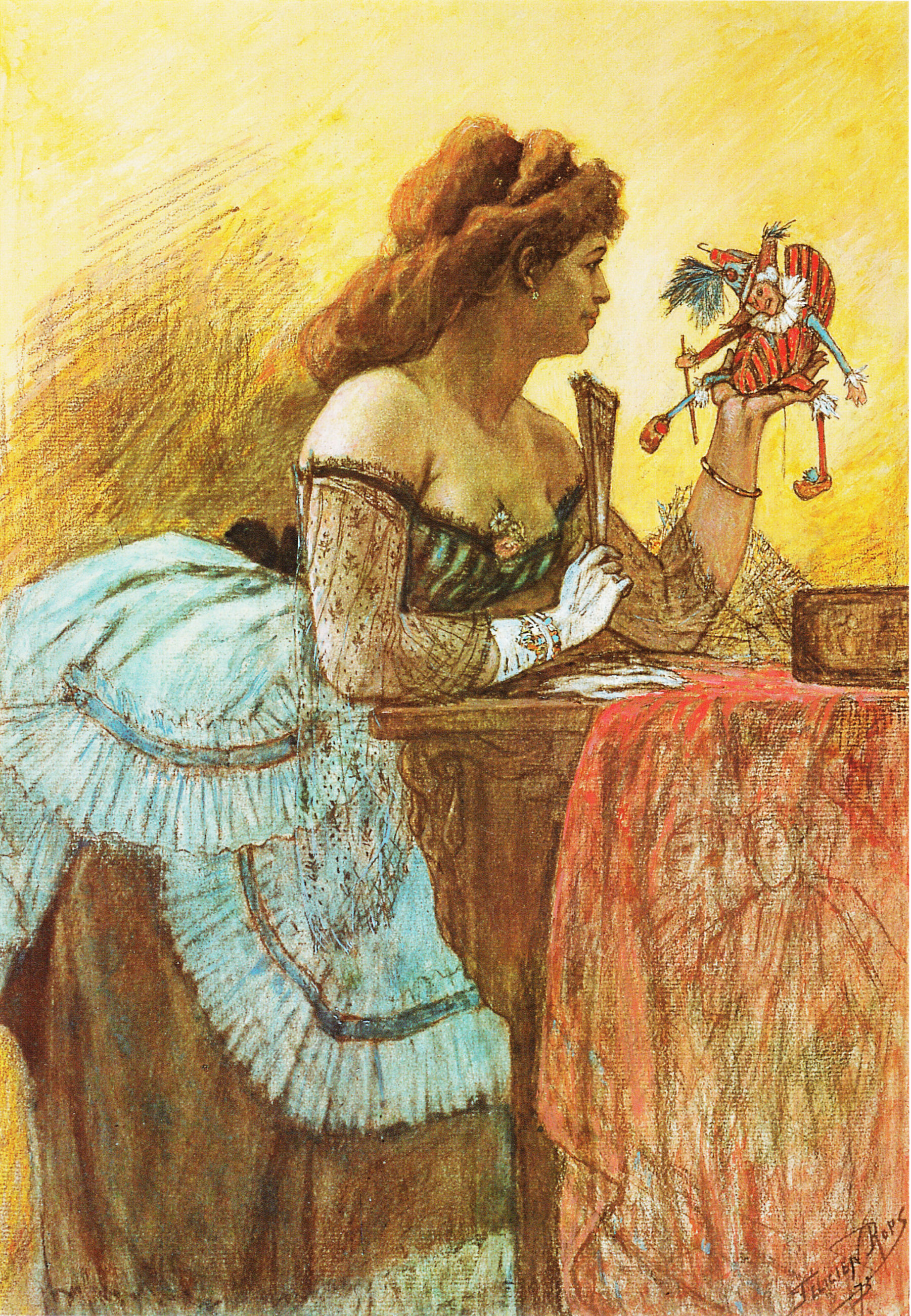
Félicien Rops, La Dame au pantin et à l'éventail, 1873.

## Lejumping jack
Le jumping jack en anglais ou Hampelmann en allemand, est une sorte de pantin articulé par une ficelle médiane. Lorsqu'on tire sur la ficelle, les bras se lèvent et les jambes s'écartent.

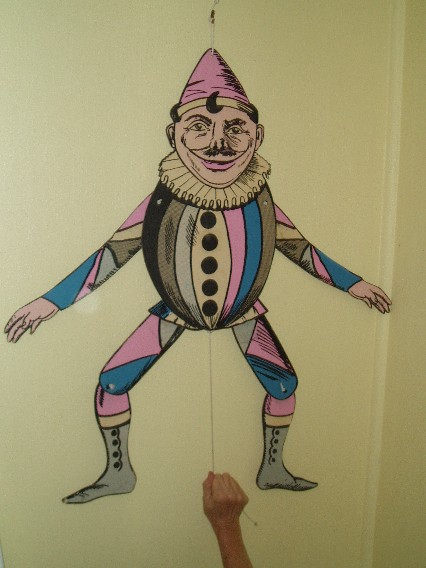
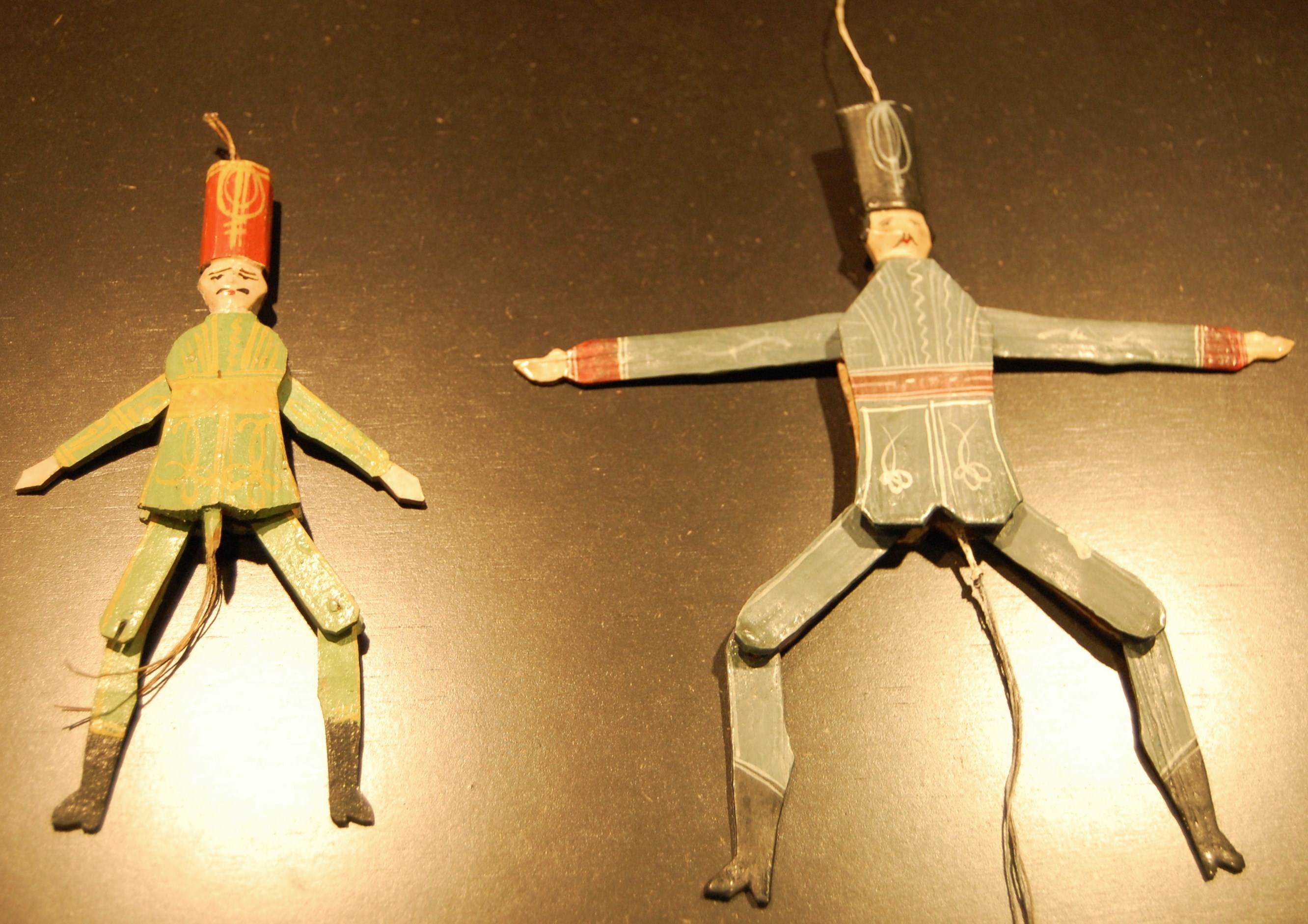
Hölzerne Hampelmänner d'Oberammergau.
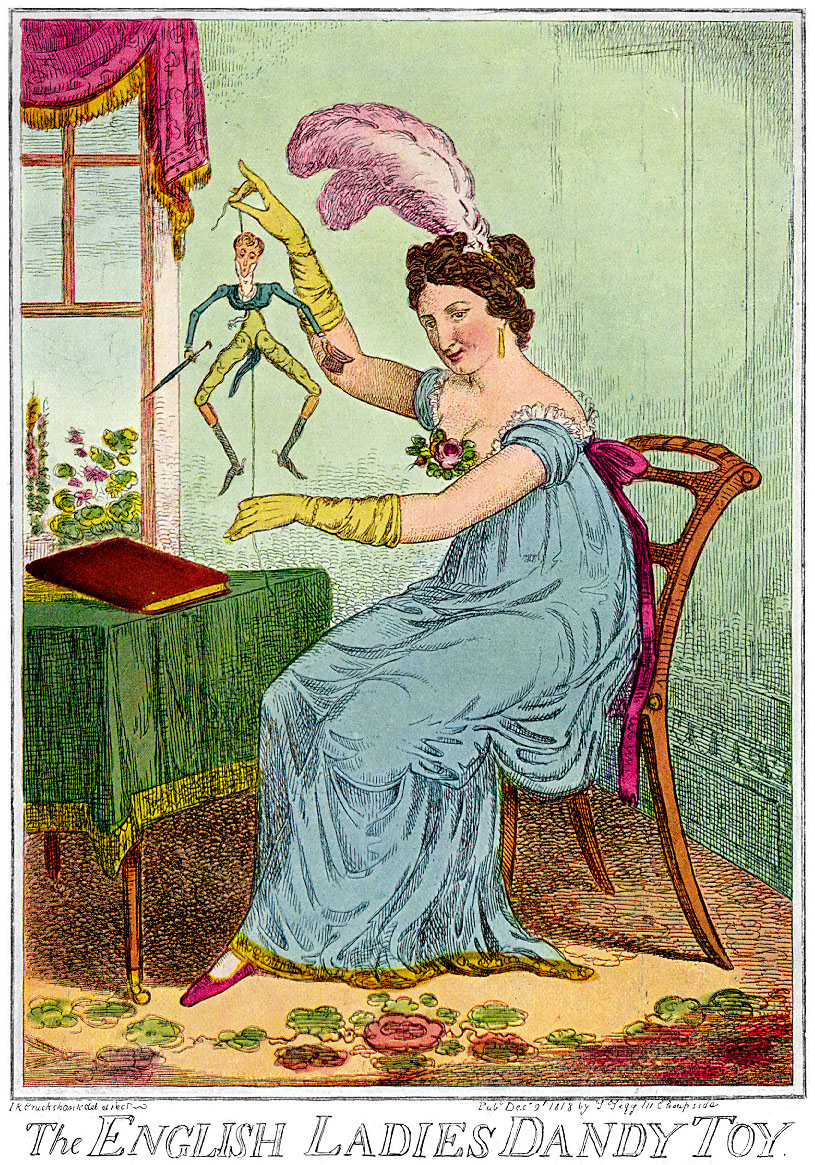
Isaac Robert Cruikshank (en), The English Ladies' Dandy Toy.
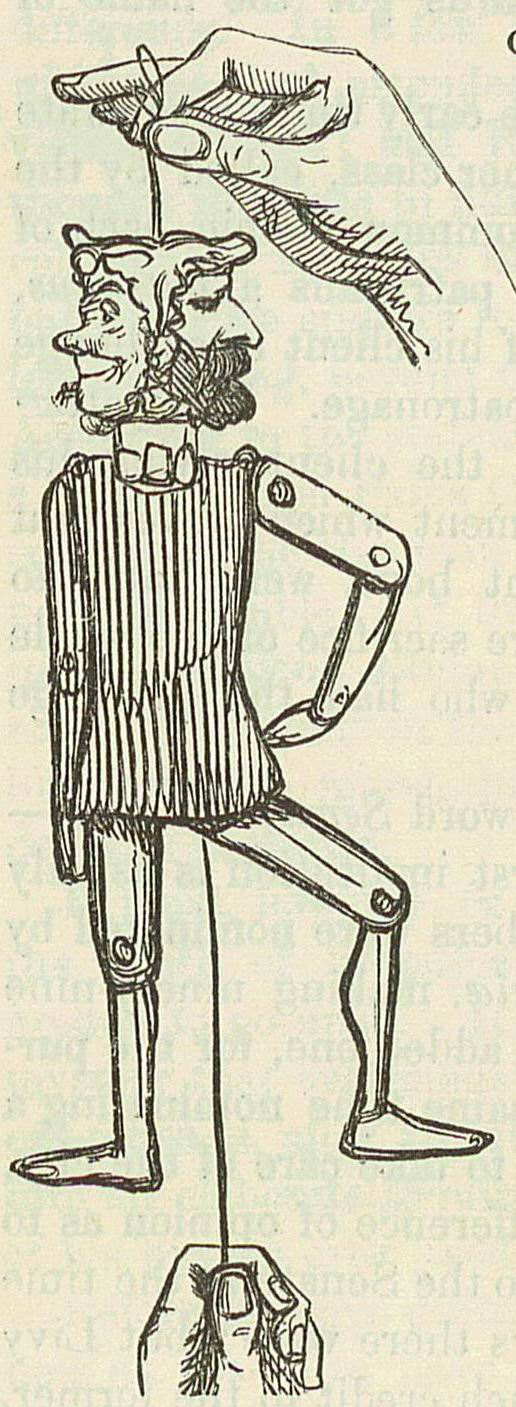
Un jumping jack. Dessin de John Leech dans The Comic History of Rome de Gilbert Abbott à Beckett.
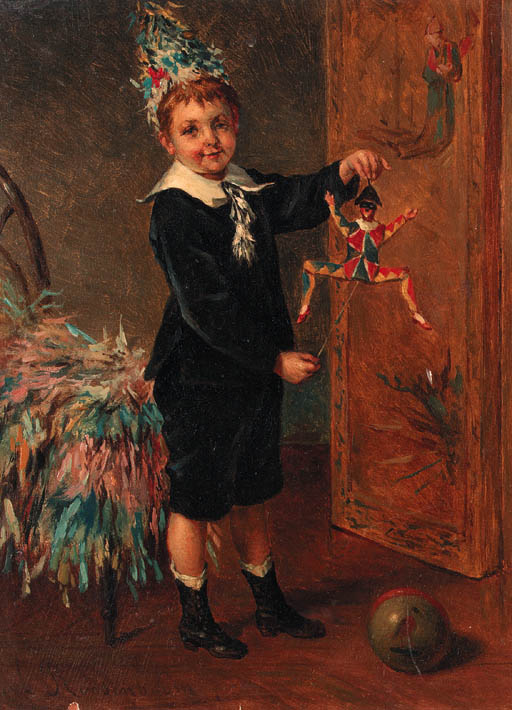
Albert Roosenboom, The Young Entertainer.